# Igazi skót
Az igazi skót egy szándékos logikai hiba, ad hoc kísérlet egy megalapozatlan állítás megvédésére. Az az eset, amikor az ember egy általános érvényű állításával szemben felhozott ellenpéldával szembesülve nem tagadja az ellenpéldát és nem is veti el az eredeti, általános érvényű állítását, hanem inkább úgy módosítja annak az alanyát, hogy kizárja belőle az ellenpéldát és a többi, ahhoz hasonló esetet.
Ezt a kifejezést Antony Flew filozófus fejtette ki 1975-ben megjelent, Thinking About Thinking: Do I sincerely want to be right? c. könyvében.
|  | „Képzeljük el, amint Hamish McDonald, egy skót, békésen olvasgatja a Glasgow Morning Herald-ot és egyszer csak meglát egy cikket arról, hogy "a brightoni szexőrült ismét lecsap." Hamisht sokkolja a hír, és kijelenti, hogy "skót ember nem tenne ilyet". Másnap aztán lát egy cikket egy aberdeeni őrültről, akihez képest a brightoni már-már szinte úriembernek tűnik. Ez a tény egyértelműen rácáfol tehát Hamish előző nap megfogalmazott állítására, de vajon elismeri-e ezt ő maga is? Nem valószínű. Ehelyett inkább azt mondja: "Igazi skót ember nem tenne ilyet."” |
|  | – Antony Flew |

Egyszerűbb példával:
Tanár: Minden skót szereti a haggist.
Diák: Az én nagybácsim is skót, de ő nem szereti a haggist!
Tanár: Nos, akkor ő nem igazi skót.
Ha tehát egy "minden A B" állítás ilyenformán kizárja mindama B-ket, amelyek nem A-k, akkor ez a Petitio principii egy formája, amelynél az "igaz A" meghatározás támasztja alá a következtetést.
Jó példa e hiba politikai célzatú alkalmazására az a kijelentés, miszerint "demokratikus országok nem indítanak háborút" - valamint az azt követő különbségtétel háborút soha nem indító "igazi" demokráciák és háborúkat időnként mégis indító "fejlődő demokráciák" között.